# Cascadas de Tamarin
Cascadas de Tamarin (en inglés: Tamarind Falls; en francés: Chutes de Tamarin) son unas caídas de agua del río Tamarin en el país africano de Mauricio, están al noroeste de la meseta más alta de esa isla, conocida como «Planicie de Wilhems». Con una altura de 250 metros, se encuentran en la última parte de bosque nativo en la isla. Este bosque está clasificado como patrimonio de la Isla de Mauricio.